# الحديث معها (فلم)
الحديث معها (بالإنجليزية: Talk to Her) هو فيلم دراما تم إنتاجه في إسبانيا وصدر في سنة 2002.

## بطولة
- جيرالدين تشابلن

## الميزانية والإيرادات
حقق أرباحاً تقدر بـ 51,001,550 دولار.

### ترشيحات وجوائز
| السنة | الحدث  | الفئة             | النتيجة  |
| ----- | ------ | ----------------- | -------- |
|       | أوسكار | أفضل سيناريو أصلي | فـــــوز |

## وصلات خارجية
- مقالات تستعمل روابط فنية بلا صلة مع ويكي بيانات

1. ↑  "معلومات عن الحديث معها (فيلم) على موقع svenskfilmdatabas.se". svenskfilmdatabas.se. مؤرشف من الأصل في 2019-08-31.
2. ↑  "معلومات عن الحديث معها (فيلم) على موقع cineplex.de". cineplex.de. مؤرشف من الأصل في 2019-12-11.
3. ↑  "معلومات عن الحديث معها (فيلم) على موقع metacritic.com". metacritic.com. مؤرشف من الأصل في 2018-08-25.